# Aleksandrów (powiat garwoliński)
Aleksandrów – wieś sołecka w Polsce położona w województwie mazowieckim, w powiecie garwolińskim, w gminie Łaskarzew.
W latach 1975–1998 miejscowość należała administracyjnie do województwa siedleckiego.